# Geografie sexualit
Geografie sexualit jsou podoborem sociální (humánní) geografie jejichž vznik lze datovat k začátku 90. let 20. století. Za ustavující publikaci v rámci oboru se považuje kniha Mapping Desire: Geographies of sexualities editovaná britskými humánními geografy Davidem Bellem a Gill Valentine. Geografie sexualit se, jako obor na pomezí přírodních, sociálních a humanitních věd, zabývají především prostorovým rozměrem lidských sexualit, tj. časoprostorovostí sexualit jako zkušenostních kategorií. Geografie sexualit jsou spolu s feministickými geografiemi v současnosti již etablovanými podobory angloamerické či skandinávské humánní geografie. V Česku nejsou témata z geografií sexualit dosud součástí pevného kurikula na žádné katedře geografie. Rozvoji této oblasti humánní geografie se v Česku věnuje zejména vědecko-popularizační spolek Queer Geography, jehož zakladatelem je Michal Pitoňák, absolvent geografie na pražském Albertově a první sociální geograf, který v česku obhájil disertační práci v oblasti geografií sexualit.[zdroj?]
Základním předpokladem geografií sexualit je uznání skutečnosti, že je sexualita, společně se společenskou třídou (sociální třída), genderem a rasou, jedním ze čtyř základních sociálních vztahů, které jsou v humánní geografii uvažovány jako tzv. čtyři hlavní osy sociální diference. Geografie sexualit proto rozumí, "že zanedbávat kteroukoliv z těchto sociálních diferencí, v tomto případě sexualitu, znamená přehlížet důležitý aspekt diferencující, hierarchizující a strukturující společnost, prostor a čas".
Sexualita je v geografii studována především ze sociálně-konstruktivistické perspektivy, její esenciální podmíněností, biologickou (např. fyziologickou) funkcí se ale například, na rozdíl od lékařské sexuologie která má v Česku dlouhou tradici, nezabývá. Ruth Panelli chápe sexualitu v geografii jako: "rozličný soubor sexuálních preferencí a identit, jež jsou kulturně a sociálně sestaveny či konstruovány skrze diskurzy, prostory a vztahy mezi lidmi". Pokud rozdělíme sexuality na sexuální orientace, preference, chování a identity, pak můžeme říci, že se geografie sexualit zaměřují především na geografické aspekty sexuálního chování a sexuální identifikace.

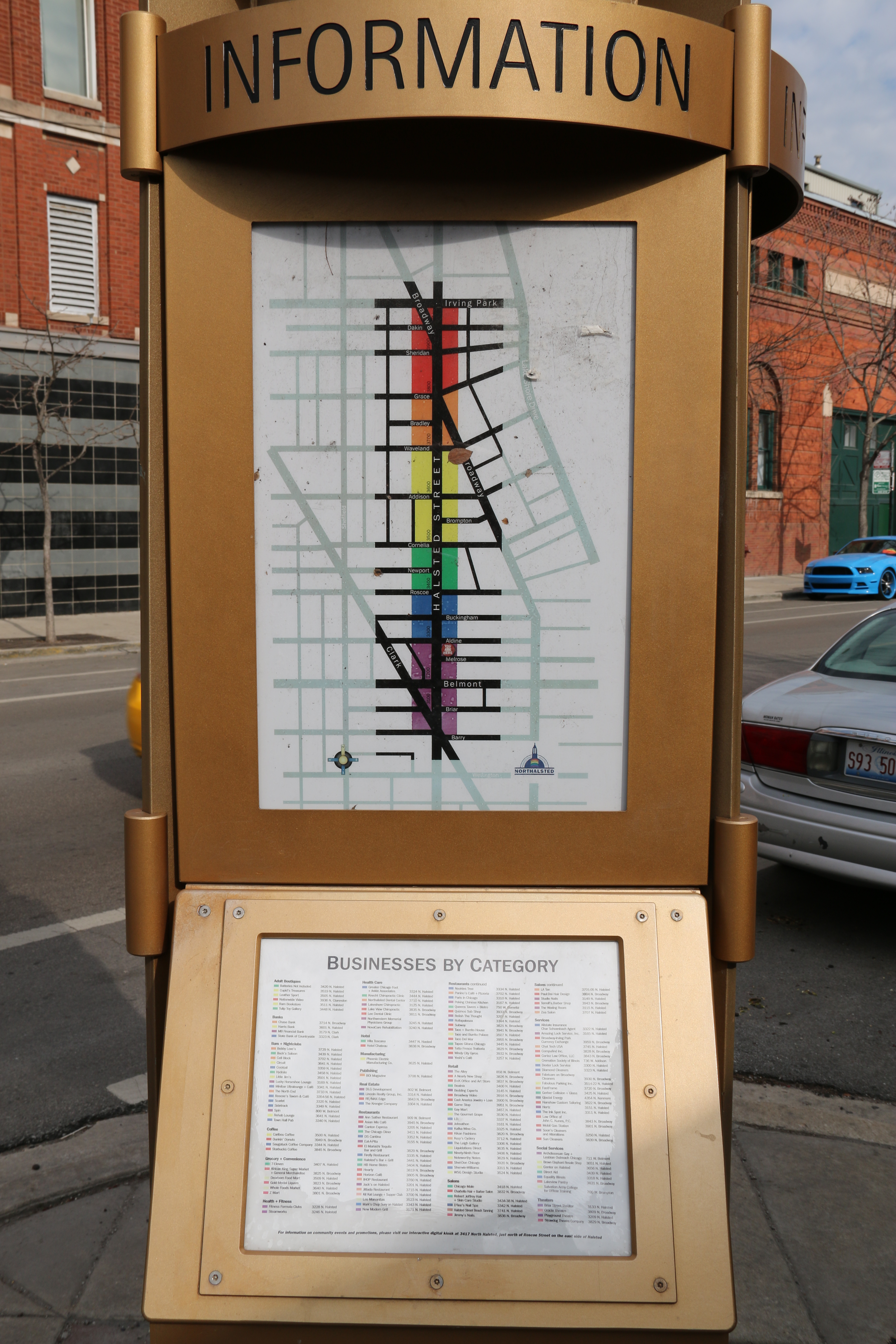
Ulice Halsted v Chicagu, nachází se zde např. velmi významné LGBTQ komunitní centrum Centre on Halsted.

## Hlavní oblasti studia geografií sexualit
Ačkoliv výzkum v oblasti geografií sexualit, především od počátku 21. století, zahrnuje i výzkum heterosexualit(y), byl obor od samotného počátku orientován spíše na studium ne-heterosexualit, tj. např. gay a lesbických geografií, které vykazovaly specifické rysy sociálního vyloučení, segregace, adaptace či jiných časoprostorových forem organizace.
Ačkoliv je možné zaměření oboru pro zjednodušení zúžit a definovat, je třeba zdůraznit, že se jedná o podobor, který je třeba chápat pluralitně, nejednotně a rozmanitě. Již v názvech geografií sexualit, tak i příbuzných feministických geografiích je zřejmé, že množným číslem zdůrazňujeme respekt k souběžné diskusi více přístupů a nikoliv dominanci jednoho. Oba obory vycházejí z tzv. kulturního obratu (cultural turn) v geografickém myšlení, který v angloamerické tradici humánní geografie začal již v 70. letech 20. století, u nás probíhá od konce 20. století, jedná se o geografické směry úzce související s celou řadou filozofických a teoretických přístupů, včetně feminismu, postmodernismu, post-strukturalismem či v geografii sexualit aktivně rozvíjené queer teorie (viz dále).

### Geografie gay vesnic (gay village)
Historické práce do současnosti nashromáždily již celou řadu důkazů o přítomnosti "homosexuálů" ve vnitřních čtvrtích měst jako New York, Londýn, ale i Praha. Povaha této "homosexuální prostorovosti" se v závislosti na právních, společenských, ekonomických a dalších podmínkách značně měnila, stejně tak jako je rozmanitá prostorovost geografické organizace sexualit ve městech i dnes.  
Zájem zahraničních městských geografů o sexuality sahá přinejmenším k tzv. Chicagské škole urbánní sociologie z 20. let 20. století. První práce jako The Hobo (1923) nebo The Ghetto (1928) zmiňovaly homosexuály v kontextu zanedbaných čtvrtí, pojednávaly o „sexuálních deviantech“, o místní "prosperitě" prostituce a kriminality.
Prvním kdo se ve své práci zabýval "homosexuály" explicitně byl americký sociolog Martine Levine, který ve své práci The Gay Ghetto, inspirované knihou The Ghetto od Louise Wirtha v největších městech USA identifikoval tzv. "gay ghetta". Hlavním přínosem jeho práce bylo probuzení zájmu o problematiku segregace "gayů" ve vnitřních městech USA. Dalším sociologem, který se zabýval "geografiemi sexualit" byl Manuel Castells, který se začátkem 80. let 20. století zaměřil na výzkum rezidenční koncentrace "gayů" a "gay" komerčních prostorů (barů, restaurací) ve čtvrti Castro v San Francisku. Jeho sociologická kniha City and the grassroots bývá často citována jako jedna z prvních prací v oblasti "geografií sexualit".
Geografie gay čtvrtí, které vznikaly díky specifickým politickým a společenským podmínkám především v USA, ve Velké Británii či v Austrálii, pak v geografii zahrnují celou řadu témat od geografie města a gentrifikace až po gay turismus, komodifikaci gayství a gay konzumerizmus. "Gay vesnice" (gay village) v současnosti nalezneme v celé řadě měst, povětšinou se však jedná o oblasti s místní komerční koncentrací "gay podniků", a nikoliv o čtvrti, kde by pobývali jen "gayové". Oblastí se signifikantně vyšší rezidenční koncentrací leseb existuje jen velmi málo. 
Je možná překvapivé, že mezi nejvýznamnější práce v oblasti "gay geografií sexualit", můžeme zařadit i práci Tatiany Matejskové, která v roce 2007 v prestižní anglické editované knize Geographies of sexualities: theory, politics and practice, která je dnes již považována za klasické dílo oboru, publikovala svůj výzkum nazvaný Straights in a Gay Bar: Negotiating Boundaries Through Time-Spaces, provedený na Slovensku.

### Geografie sexualit a Queer geografie
Geografové, ale i výzkumníci z příbuzných oborů si již od konce 80. let 20. století kladli otázky kterými se snažili porozumět faktorům, jež mimo jiné ne-heterosexuální lidi (gaye, lesby, bisexuální osoby) nutí do těchto "gay vesnic" migrovat či je navštěvovat. Odpověď nalezli v hlubším zkoumání podstaty jejich společenské diskriminace a tzv. heteronormativity, která je jejím základem. Kolektivní ochrana a shlukování se do "gay vesnic" pak začaly dávat větší smysl, především po dnes již legendárním útoku amerických policistů na gay podnik Stonewall Inn v New Yorku, který se stal roku 1969 roznětkou masového povstání "gayů" a jejich přívrženců jež se stalo základem založení tradice tzv. LGBT průvodů hrdosti (gay průvodů, queer průvodů, atd.). Podobné průvody a festivaly jsou dnes organizovány každoročně již ve většině zemích světa (v Česku od roku 2008, kdy se první queer průvod konal v Brně). Tyto průvody jsou pak v geografii sexualit zkoumány, například z toho důvodu, že jejich organizací dochází k narušování heteronormativity, ke zviditelnění ne-heterosexuality a ke zrovnoprávnění lidí všech sexualit, jež všechny významně ovlivňují časoprostorovou organizaci lidí dle jejich sexuální rozmanitosti.

#### Queer geografie
Rozmanité geografie sexuálně normativních vztahů lidí různých sexualit, časoprostorové regulace a organizace ne-heterosexualit, způsoby, kterými je veřejný prostor a každodenní život společnosti heterosexualizovaný jsou pak již jedněmi z hlavních otázek, kterými se zabývá tzv. queer geografie, podobor geografií sexualit, jež inklinuje k užití a rozvoji tzv. queer teorie či dalších příbuzných feministických, postmoderních, post-strukturalistických a dalších sociálně-kritických teorií. Queer geografie tak inklinují k užívání nekonformních metodologií, způsobů uvažování a pokouší se doslova "queer způsobem" re-definovat svůj vlastní těkavý předmět studia, jež se pak ze své podstaty zdráhá disciplinárnímu ukotvení, definování či jakékoliv stabilizaci. V Česku se queer geografií zabývá Michal Pitoňák, avšak i další české autory a autorky, jež působí v příbuzných oborech, lze za užití mezinárodního měřítka chápání queer geografie, zahrnovat do queer geografie.

## Vztah geografií sexualit s feministickými geografiemi
Počátky oboru geografií sexualit lze do určité míry vnímat společně s tzv. feministickými geografiemi, jejichž hlavním předmětem studia jsou rozdílné socio-prostorové podmínky a vztahy žen a mužů, či přesněji genderově podmíněné časoprostorové aspekty, které rovněž úzce souvisí s lidskou sexualitou. Ačkoliv v Česku ani na Slovensku stále nelze hovořit o etablovanosti feministických geografií ani o etablovanosti geografií sexualit, řada autorů a autorek zde již publikovala práce, které tuto geografickou oblast studia vytyčují. Asi nejznámější publikací je slovenská kniha Feministické Geografie od Aleny Rochovské a Mateje Blažeka jejíž odborný přínos v české geografii teprve čeká na své uznání. V Českých publikacích, které nabízí přehled oblastí studia geografie se feministické geografie prozatím těší jen okrajové pozornosti ve formě izolovaných kapitol, jejichž předmětová a metodologická východiska prozatím, v rámci oboru geografie jako celku, nejsou šířeji reflektována. Tato situace se rovněž promítá i do výuky geografických oborů, kdy feministické geografie ani geografie sexualit nejsou prozatím ve výuce významněji zastoupeny.

## Vliv institucionální pozice české humánní geografie
Protože je v Česku humánní, tedy u nás spíše sociální či socioekonomická geografie tradičně spjata s přírodovědnými pracovišti (např. pražská albertovská škola geografie či Geografický ústav MU v Brně), má zdejší sociálně-vědní geografie blíže k ekonomii a regionalistice, než k dalším oborům, se kterými je spojena humánní geografie ve svém angloamerickém pojetí. I když se i Česká sociální geografie v určitých oblastech překrývá se sociologií (např. geografie města s urbánní sociologií), lze konstatovat, že má české institucionální zakotvení geografie blíže k "přírodovědnému" než k "společenskovědnímu" či "humanitnímu" chápání disciplíny, které je běžnější například v angloamerických či skandinávských tradicích humánní geografie. Z tohoto důvodu lze institucionální postavení české humánní (sic) geografie chápat odlišně od postavení humánní geografie v zahraniční geografii. V Česku se proto humánní geografie nachází v podstatě na periferii zájmu, jinak především, ekonomicky a regionálně zaměřené socio-ekonomické geografie. Výzkum v oblasti feministických geografií či geografií sexualit je proto v geografii rovněž do jisté míry institucionálně izolovaný od souvisejícího feministického výzkumu, či výzkumu sexualit, ke kterému dochází v rámci příbuzných oborů. V Česku proto určitá část agendy studia humánní geografie, zde např. geografií sexualit či feministických geografií, probíhá v rámci příbuzných oborů jako genderová studia, sociologie, mediální studia, filozofie, sociální psychologie, atd. Významné práce z těchto oborů, např. Řád veřejných toalet od Kateřiny Nedbálkové jež je příkladem kvalitativního studia prostoru veřejných toalet a vyjednávání intimních styků v rámci heteronormativního společenského řádu, je pak v Česku chápáno jako sociologický výzkum, ačkoliv v mezinárodním měřítku spadá do problematiky geografií sexualit či do queer geografie. Mezi obdobně významné práce od českých výzkumnic vně "oboru geografie" pak lze zmínit například práci Věry Sokolové, která zpracovala téma vztahů socialistického režimu k homosexualitě a k ne-heterosexuálním lidem (4. kapitola knihy) nebo práci Kateřiny Kolářové, která se zabývala společensko-politickými souvislostmi epidemie HIV/AIDS (10. kapitola knihy). Ačkoliv tyto práce zasahují do oblasti geografií sexualit, u nás nebývají v rámci mainstreamové geografii citovány.